# Gruzínská Helsinská skupina
Gruzínská Helsinská skupina vznikla po vzoru Moskevské Helsinské skupiny v lednu 1977 jako lidskoprávní organizace dohlížející na dodržování Helsinských dohod v Gruzii. Svou činnost ukončila po soudních procesech s jejími zakladateli v létě 1978.

## Založení a činnost
Gruzínská Helsinská skupina byla založena v lednu 1977. Zakládajícími členy byli Zviad Gamsachurdia (předseda), Viktor Rtsiladze, Grigory Goldstein Isai Goldstein, Tengiz a Edward Gudava a další. Merab Kostava byl nedeklarovaným členem. Skupině se podařilo vydat několik výzev na podporu osob pronásledovaných z politických důvodů (především společně s Akční skupinou na obranu lidských práv v Gruzii). 
Dne 7. dubna 1977 byli zatčeni vedoucí Gruzínské Helsinské skupiny, člen Akční skupiny na obranu lidských práv v Gruzii a člen sovětské skupiny Amnesty International Zviad Gamsachurdia, člen Gruzínské helsinské skupiny Victor Rtskhiladze a člen Akční skupiny Merab Kostava.

## Členové
- Zviad Gamsachurdia, filolog, roku 1955 spolu s Kostavou zakladatel tajného spolku mládeže Gorgasliani. V roce 1956 byl zatčen za svou účast na demonstraci proti sovětské politice rusifikace národa. V roce 1958 byl zatčen za distribuci protikomunistické literatury a proklamací a byl půl roku internován v tbiliské psychiatrické léčebně. V roce 1972 se zúčastnil kampaně zaměřené proti korupci. Byl spoluzakladatelem Organizace na obranu lidských práv a v roce 1974 se stal prvním gruzínským členem Amnesty International. V lednu 1977 zakladatel a předseda Gruzínské Helsinské skupiny. Zatčen v dubnu 1977, odsouzen ke třem letům v pracovním táboře na Sibiři a dvěma letům vyhnanství v Dagestánu.
- Viktor Rtsiladze, Zatčen v dubnu 1977, propuštěn ze zdravotních důvodů se zákazem opustit Tbilisi a opakovaně předvoláván k výslechům, definitivně zatčen 25. ledna 1978 a odsouzen ke třem letům v pracovním táboře na Sibiři a dvěma letům vyhnanství.
- Grigory Goldstein, fyzik, MTS, od roku 1971 neúspěšný žadatel o povolení k emigraci (refusenik). Zatčen 25. ledna 1978 a odsouzen na jeden rok v pracovním táboře v Archangelském regionu[2]
- Isai Goldstein, od roku 1971 neúspěšný žadatel o povolení k emigraci (refusenik), hudebník Phantom Orchestra. Jeho syn Avi Goldstein ho navštívil roku 1985 s Boston’s Klezmer Conservatory Band. Následně byli zatčeni a uvězněni bratři Edward a Tengir Gudavovi[5], v jejichž bytě se odehrál koncert.[6][7]
- Edward a Tengir Gudavovi[8], katoličtí disidenti, po devět let neúspěšně žádali o povolení emigrovat, zatčeni 1985[9] a vězněni do roku 1987.
- Merab Kostava, muzikolog. Od roku 1975 člen Amnesty International. Zatčen 25. ledna 1978 a odsouzen k devíti letům v pracovním táboře (Perm), propuštěn roku 1987.

## Obnovení činnosti na jaře 1985
Gruzínská Helsinská skupina byla obnovena na jaře 1985, v září 1989 pak změnila název na Gruzínský helsinský svaz, který se stal politickou stranou v čele se Z. Gamsachurdijou. Od konce 80. let Gruzínský helsinský svaz koordinoval masové protestní akce. Inicioval vznik předvolebního bloku "Kulatý stůl - Svobodná Gruzie", který zvítězil ve volbách do gruzínského parlamentu (28. 10. 1990) a strana v něm získala 9 křesel. Zviad Gamsachurdia byl roku 1991 prvním svobodně zvoleným prezidentem Gruzie (87 % hlasů). Svaz se rozpadl v letech 1992-1993 po svržení prezidenta Zviada Gamsachurdii ozbrojeným pučem organizovaným z Ruska. V současné době pod názvem "Gruzínský helsinský svaz - národní obrození Gruzie" existuje malá politická strana založená Zviadem Gamsachurdiou a Merabem Kostavou, která se považuje za nástupce GHG.
Roku 2012 byla v Gruzii založena Georgian Democracy Initiative (GDI), kterou tvoří především právníci. Je to nezávislá, nevládní a nezisková organizace, která se věnuje výzkumu, analýzám a vzdělávání s cílem podpořit demokratický rozvoj země a euroatlantickou integraci.